# Agiel
Agiel ist eine US-amerikanische Death-Metal-Band aus Rochester, New York, die im Jahr 1997 gegründet wurde. Der Name der Band kommt aus der henochischen Sprache und stehe für die Intelligenz des Saturn.

## Geschichte
Die Band wurde im Jahr 1997 vom Sänger und Keyboarder James Taylor gegründet. Weitere Mitglieder waren der Gitarrist Mike Dillio, der Bassist Kris Piper und der Schlagzeuger Tim Yeung. Das Debütalbum erschien im Jahr 1999 unter dem Namen The Works of War. Im Jahr 2001 begannen die Arbeiten an einem Demo namens Hymnos Ex Maledicus Gemini, woraus sich das 2002er Album Dark Pantheons Again Will Reign entwickelte, das über Unique Leader Records erschien. Der Veröffentlichung folgte eine Tour um den Tonträger zu bewerben, wobei die Band unter anderem zusammen mit Cephalic Carnage und December auftrat, ehe sie die Arbeiten zu einem bisher unveröffentlichten Album Kuthula beendete. Einige Lieder hiervon wurden im Jahr 2005 unter dem Namen Vessatu veröffentlicht. Im Jahr 2007 entschied sich die Gruppe, eine längere Pause einzulegen. Im Dezember 2012 wurde die Bandpause beendet. Sie arbeitete an neuen Liedern und veröffentlichte diese unter dem Namen Dark Pantheons bei Deepsend Records.

## Stil
Laut Bandbiografie auf houseofagiel.com sei die Band von James Taylor gegründet worden, um seiner okkulten Philosophie und rituellen Magie Ausdruck verleihen zu können. Laut Eduardo Rivadavia von Allmusic spiele die Band eine Mischung aus Black- und Death-Metal. Laut Vincent von metal-observer.com spiele die Band auf Dark Pantheons Again Will Reign Death Metal, der vergleichbar mit dem von Nile sei, wobei die ägyptischen Samples durch geschickte Hintergrundgeräusche ersetzt worden seien. Die Riffs würden wie von Morbid Angel klingen. Er bezeichnete die Musik als technisch anspruchsvollen Brutal Death Metal, vergleichbar mit der Musik von Nile, Morbid Angel und Suffocation.

## Diskografie
- 1999: The Works of War (Album, Eigenveröffentlichung)
- 2001: Demo (Demo, Eigenveröffentlichung)
- 2002: Dark Pantheons Again Will Reign (Album, Unique Leader Records)
- 2002: Hymnos Ex Maledicos Gemini (EP, Unique Leader Records)
- 2005: Vessatu (Demo, Eigenveröffentlichung)
- 2014: Dark Pantheons (EP, Deepsend Records)